# GSat–10
GSat–10 indiai kereskedelmi távközlési műhold, a legnehezebb indiai űreszköz.

## Küldetés
Szolgáltatásával a teljes indiai szubkontinenst lefedi.

## Jellemzői
Építette és üzemeltette a Bharatiya Antariksh Anusandhān Sangatn (ISAR), üzemeltetésben részt vett az Indiai Űrkutatási Szervezet (angolul: Indian Space Research Organisation) vállalata.
Megnevezései: Gsat–10 (Geostationary Satellite); COSPAR: 2012-051B; Kódszáma: 38779.
2012. szeptember 29-én a Kourou rakétabázisról az ELA-3 (LC–Launch Complex) jelű indítóállványról egy Ariane–5 (ECA VA-209) hordozórakétával állították közepes magasságú Föld körüli pályára. Az orbitális pályája 1440 perces, 83 fokos hajlásszögű, geostacionárius pálya perigeuma 36 000 kilométer, az apogeuma 36 000 kilométer volt.
Három tengelyesen stabilizált (csillag-Föld érzékeny) űreszköz. Formája téglatest, méretei 2x1,77x3,1 méter, emelt tömege 3400, műszeres tömege 1498 kilogramm. Az űreszközhöz két napelemet rögzítettek, (6470 watt), éjszakai (földárnyék) energiaellátását lítiumion-akkumulátorok biztosították (128 Ah). Szolgálati idejét 15 évre tervezték. A stabilitás és a pályaelemek elősegítése érdekében gázfúvókákkal van felszerelve (az üzemanyag mennyisége 1902 kilogramm). 12 C-sávos, 12 KU-sávos tartományban dolgozik. Beépítésre került a GAGAN GPS rendszer. Távközlési berendezései közvetlen digitális rádió- és internet átviteli szolgáltatást, tömörített televíziós műsorszórást és más kommunikációs szolgáltatásokat (pl. távoktatást) biztosítanak. A napelemek, az antenna és a stabilizátor rúd a napenergia vitorla sikeresen kinyíltak.